# 천정쉰
천정쉰(중국어: 陈正勋, 병음: Chen Zhengxun, 한자음: 진정훈, 1998년 9월 16일 ~ )은 중화인민공화국의 바둑 기사이다. 타이베이시 출신으로 중국기원 소속의 5단이다.

## 경력
타이베이시에서 태어났다. 2012년 제33회 세계 아마추어 바둑선수권대회에서 3위를 차지했고, 프로바둑에 입단했다. 2016년 제3회 바이링배 예선에서 박재근과 왕타오, 러우루오닝을 물리치고 본선 64강에 진출했다. 고바야시 고이치를 이겨 32강에 올랐고 박영훈에게 승리하여 본선 16강에 진출했지만 원성진에게 져서 탈락했다. 2018년 5단으로 승단했다.